# Ярки (Ханты-Мансийский автономный округ)
Ярки — деревня  в Ханты-Мансийском районе, Ханты-Мансийского автономного округа — Югры. Входит в состав Сельского поселения Шапша.
Население на 1 января 2008 года составляло 174 человек.

## Статистика населения
| Год  | Численность постоянного населения (среднегодовая) |
| ---- | ------------------------------------------------- |
| 2002 |                                                   |
| 2008 | 174                                               |
| 2010 |                                                   |

## Климат
Климат резко континентальный, зима суровая, с сильными ветрами и метелями, продолжающаяся семь месяцев. Лето относительно тёплое, но быстротечное.